# Peter Thulke
Peter Thulke (* 3. August 1951 in Wismar) ist ein deutscher Zeichner und Cartoonist.
Nach dem Abitur 1968 lernte Thulke zunächst Schlosser. Nach mehreren Berufswechseln, unter anderem war er Paketbote und Kraftfahrer, arbeitet er seit 2000 als freischaffender Cartoonist und Illustrator für Schul- und medizinische Fachbücher.
Thulkes Cartoons erscheinen zudem regelmäßig u. a. in der Sächsischen Zeitung, im Eulenspiegel, Nebelspalter, Rappelkopf, Zitty und in Psychologie Heute.
Thulke lebt und arbeitet in Berlin.

## Werke
- Familiendrama, Eulenspiegel-Verlag, 2000
- Bildergeschichten für die Unterstufe, Bange, 2004
- Heute schon gelacht?, Medical Tribune Verlagsgesellschaft, 2005